# Tram van Poznań

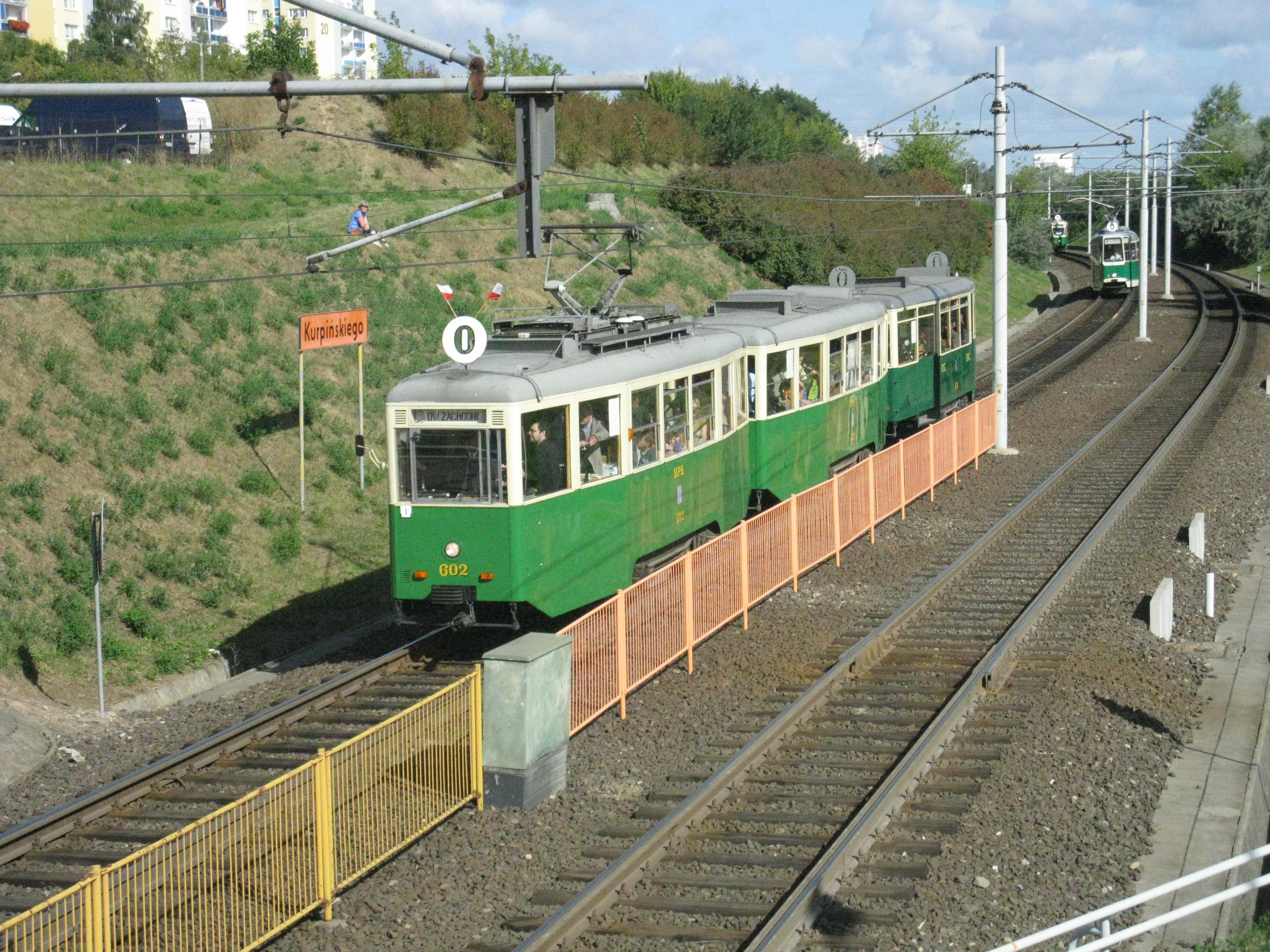
Een typisch Pools driewagentramstel van het type Konstal N, te Karpinskiego; in 2013.

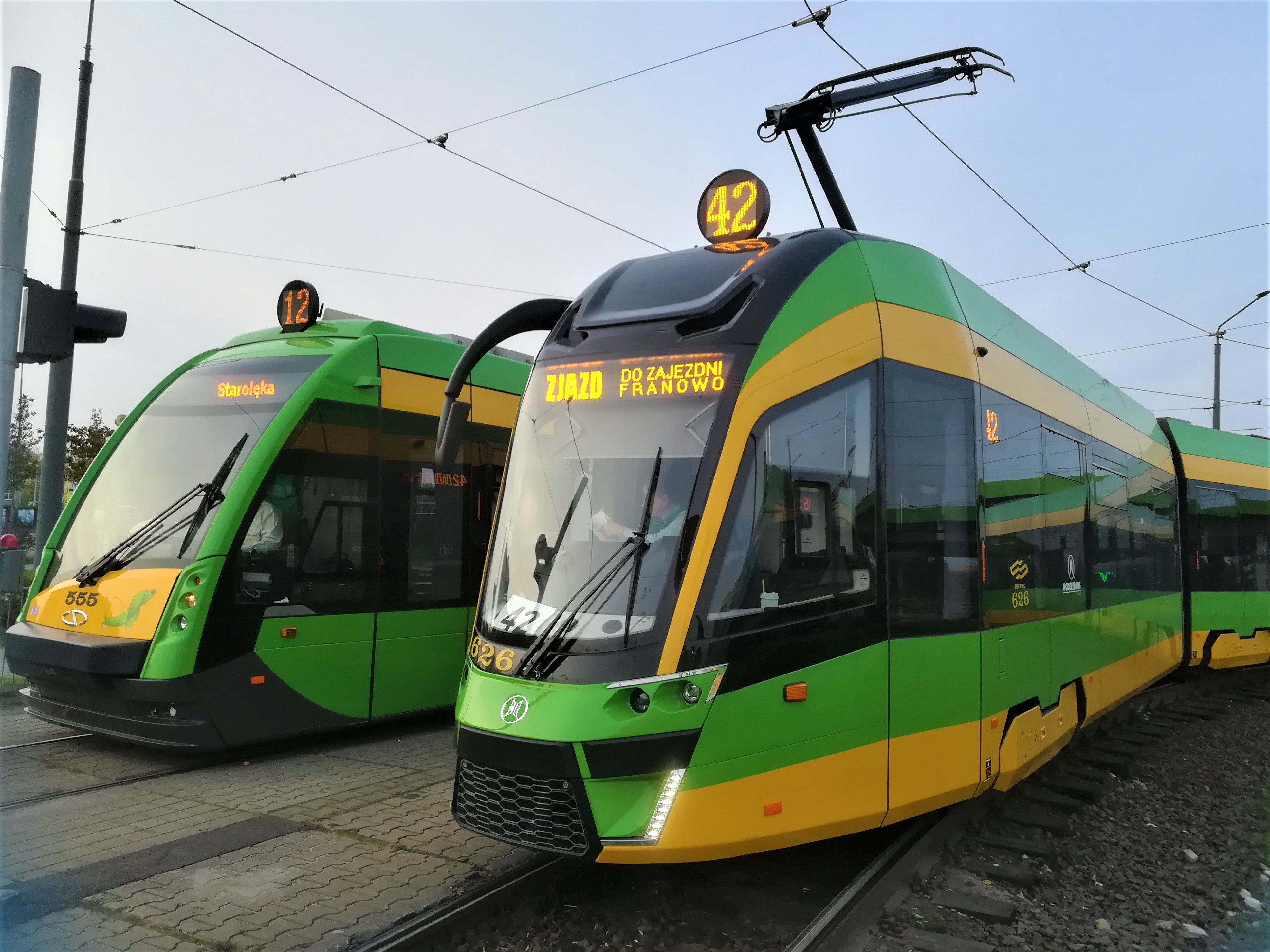
Modern materieel: de Solaris Tramino en Moderus Gamma

De tram van Poznań (Duits: Posen) wordt geëxploiteerd door Miejskie Przedsiębiorstwo Komunikacyjne w Poznaniu Sp. z o.o. (Gemeentelijk Transportbedrijf Poznań b.v.). Op dit moment omvat het 20 lijnen met een lengte van ongeveer 66 kilometer op normaalspoor. Uniek is de sneltram naar het noorden van stad – Osiedle Jana III Sobieskiego – die in het centrum enkele vertakkingen heeft. In het plaatselijk dialect wordt de tram bimby of bimba genoemd.

## Geschiedenis
De eenwording van Duitsland in 1871 betekende dat de provincie Posen, sinds 1793 onderdeel van Pruisen, deel van het Duitse Rijk werd. Tijdens de Poolse opstand van 1918 en 1919 werd grote druk uitgeoefend de provincie bij Polen te voegen. In het document dat opgemaakt was tijdens de Vrede van Versailles werd op 28 juni 1919 vastgelegd dat de provincie Pools zou worden.
De ontwikkeling van het openbaar vervoer in de stad moet in het licht van deze geschiedenis worden beoordeeld. Het werd tot in de Eerste Wereldoorlog met Duitse middelen opgericht en bestuurd en van rollend materieel voorzien. Van 1939 tot 1945 was Poznań wederom Duits, aanvankelijk als onderdeel van de rijksgouw Posen, sinds 1940 als onderdeel van rijksgouw Danzig-West-Pruisen. (Sinds het einde van de Tweede Wereldoorlog is het gebied weer Pools. Het huidige woiwodschap Groot-Polen komt ongeveer met de oude provincie overeen.)

### Paardentram (1880-1898)
Twee ondernemers uit Berlijn introduceerden de eerste paardentramlijn in Poznań: Otto Reymer en Otto Masch. Nadat zij van het gemeentebestuur de concessie hadden verkregen startten zij de bouw en op 30 juli 1880 reed de eerste lijn van het hoofdstation via ul. Św. Marcin, ul. Rycerska, Pl. Wilhelmowski (Wilhelms Platz) naar Rynek (de oude markt). Een aftakking van deze lijn vanaf de Grosse Gerberstrasse (ul. Małe Garbary) kwam ook in dienst. Na enkele weken stond het bedrijf al bijna voor een bankroet: er waren zeer weinig passagiers en de aftakking bleek zeer onsuccesvol. Tevens werd de paardentram geboycot door de Poolse bewoners van de stad omdat de opschriften van de tram alleen in het Duits waren gesteld. Het bedrijf werd gekocht door Poznańskie Towarzystwo Kolei Konnej (Verenigd paardentrambedrijf van Poznań) dat tegelijkertijd een concessie verkreeg voor de hele stad. Er waren op dat moment 20 rijtuigen in dienst.
De zaken gingen daarna beter en in 1896 werden 2 nieuwe lijnen in gebruik genomen: een van Rynek via ul. Wrocławska, Pl. Piotra en ul. Półwiejska naar Brama Wildecka en een tweede van ul. Gajowa, door ul. Zwierzyniecka, ul. Jadwigi naar Rynek Jeżycki. Na een jaar werd deze lijn verlengd naar de chemische fabriek op de ul. Polna. Beide nieuwe lijnen waren al geschikt voor elektrische trams, in zoverre dat de onderbouw zwaarder gefundeerd was om hun gewicht te kunnen dragen. De grootste omvang van het paardentramnet bedroeg 37 kilometer.

## Elektrische tram

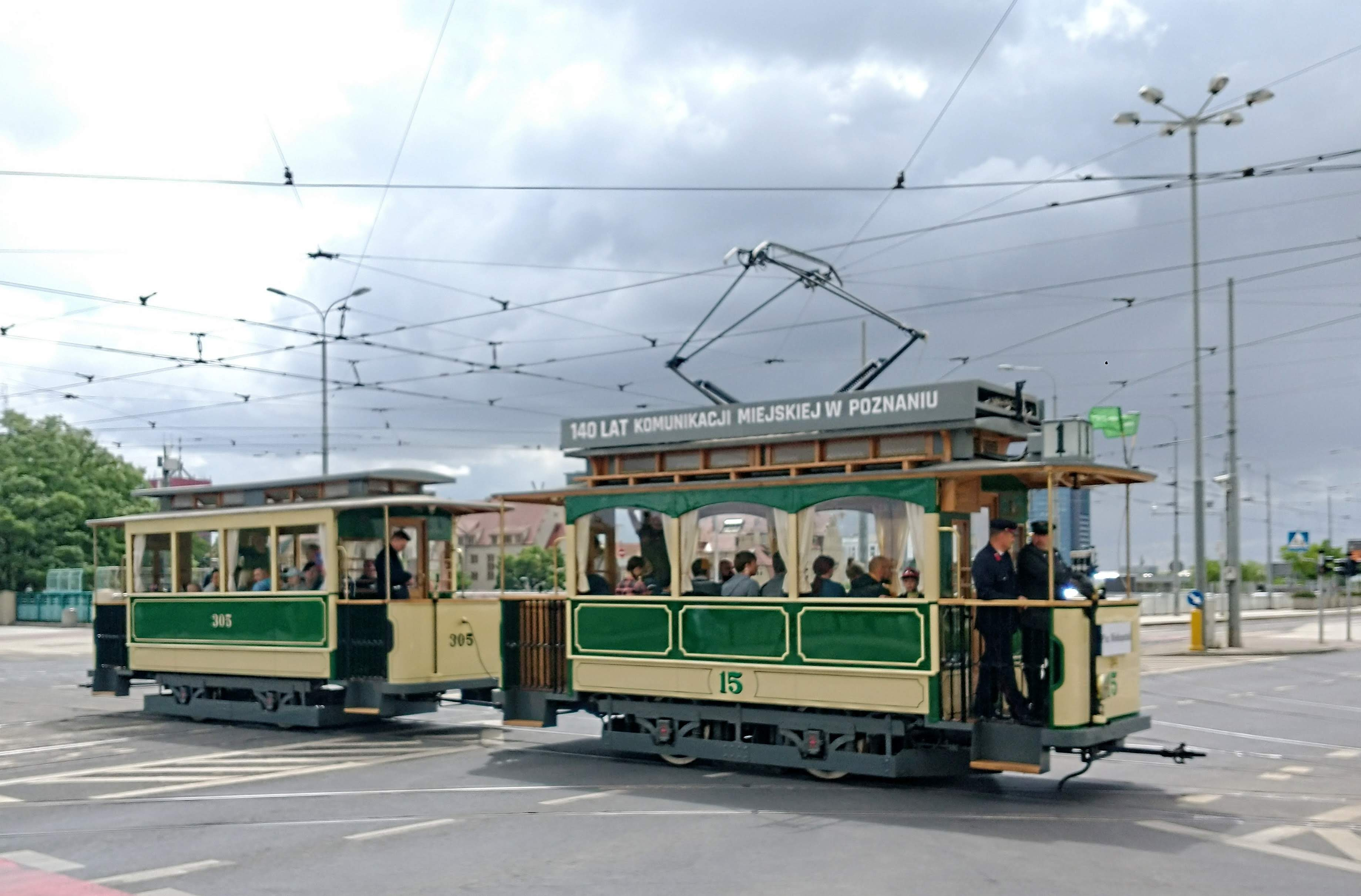
Tram van de eerste generatie met bijwagen

Op 6 maart 1898 werden de paardentramlijnen vervangen door elektrische. Er kwamen drie lijnen in dienst die met drie kleuren werden aangeduid:
- Wit – de vervanging van de paardentramlijn van het hoofdstation via Rynek naar Ostrów Tumski;
- Rood – van Rynek Jeżycki via ul. Jadwigi, ul. Zwierzyniecka, ul. Św. Marcin en dan via de oude paardentramroute naar de Rynek en Brama Wildecka;
- Geel – vanaf het hoofdstation als de witte lijn maar niet verder dan de ul. Wielkie Garbary.

In april 1898 kwam een vierde lijn in dienst:
- Groen – Rynek – ul. Św. Marcin en ul. Głogowska naar Górczyn

De ritprijs was 10 of 20 Pfennig en na 23.00 uur lag de prijs 100% hoger. De trams maakten gebruik van stroomafname met behulp van de trolleystang.
Voor de Eerste Wereldoorlog werden diverse uitbreidingen in dienst genomen, bijvoorbeeld naar het gemeentelijk slachthuis, naar de Plac Sapieżyński, naar Brama Dębińska en naar de wijken Śródka, Sołacz and Dębiec. Nieuwe routes in het centrum moesten de nu al drukke verbindingen ontlasten en er werd ook een viaduct over de spoorweg van Most Teatralny naar Most Dworcowy gelegd.
Tussen de twee wereldoorlogen werden ook de wijken Golęcin, Dębina, Ogrody, Grunwald en Winiary aangesloten. De route vanaf Dębiec werd verlengd. In dezelfde tijd werden enkele routes in het krappe stadscentrum gesloten omdat er te veel oponthoud was en deze werden verlegd naar de huidige routes. Door de crisis van de jaren 1930 werd een geplande route naar Główna niet aangelegd en kwam er op die route een (goedkoper exploiteerbare) trolleybuslijn.

## Periode na deTweede Wereldoorlog

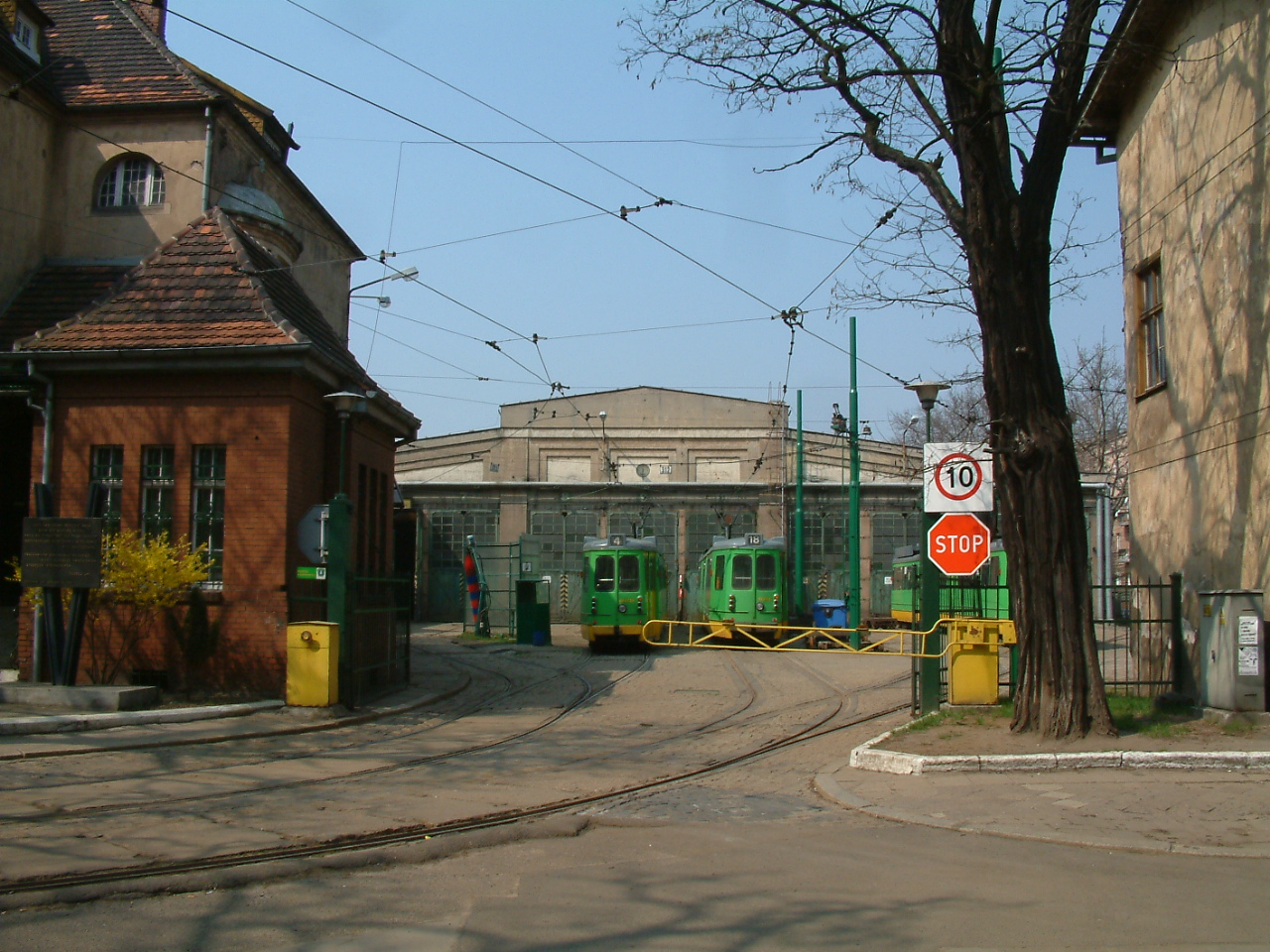
Tramremise Główna Gajowa met zichtbaar de achterkant van enkele ex-Amsterdamse trams

Na de Slag om Poznań was 50% van de stad – en 90% van de binnenstad – verwoest, bijna alle rails waren zwaar beschadigd en lagen onder ruim een meter afval en puin, alle bovenleiding was verwijderd en afgevoerd of vernietigd en bijna al het trammaterieel was gestolen, verbrand of onbruikbaar.
Twee jaar na de oorlog kon het tramvervoer bijna geheel weer op het oude niveau worden teruggebracht. Tegelijkertijd werd de bovenleiding van het trambedrijf opgebouwd om met een pantograaf als stroomafnemer te kunnen functioneren. De woon- en industriewijken ten oosten van de Warta (Duits: Warthe) rivier waren nog niet per tram bereikbaar. Enkele routes in het centrum werden niet hersteld en in plaats daarvan werd een nieuwe route aangelegd via de Plac Bernardyński.
Pas in 1952 kan de verbinding met het oosten van de stad met het in gebruik nemen van de Marchlewskibrug (heden: Most Królowej Jadwigi) weer worden hersteld. De jaren nadien worden gebruikt om vele nieuwe tramlijnen onderlangs het centrum aan te leggen om de vele nieuwe woonwijken in de stad met elkaar te verbinden:
- van 1955-1957 een lijn over ul. Marchlewskiego (heden: ul. Królowej Jadwigi)
- van 1968-1973 een lijn over ul. Przybyszewskiego, ul. Reymonta en ul. Hetmańska
- van 1974-1977 van Plac Wielkopolski via ul. Małe Garbary, ul. Estkowskiego naar Rondo Śródka, en
- van 1983-1985 van Lecha via ul. Jedności Słowiańskiej (heden: Chartowo & Żegrze) naar ul. Hetmańska

Uiteindelijk werden ook de verst van de stad gelegen woonwijken en industriegebieden op het tramnet aangesloten:
- tussen 1949-1950 naar de openbare begraafplaats in Junikowo
- tussen 1957-1964 naar ul. Wilczak (de aftakking naar ul. Serbska werd in 1974 toegevoegd)
- in 1955 van Rataje naar de Stomil fabriek in Starołęka, deze lijn werd in 1967 verlengd naar station 'Poznań Starołęka'
- in 1959 naar Zawady via Śródka met een aftakking naar os. Warszawskie, in 1974 verlengd naar Miłostowo
- in 1979 naar Chartowo en Osiedle Lecha
- in 1980 naar Winiary en ul. Piątkowska

Van groot belang voor het tramnetwerk was de in 1994 door het gemeentebestuur aangenomen strategie dat de basis van het openbaar vervoer in de stad moest bestaan uit een netwerk van snelle tramverbindingen. Een van de gevolgen daarvan is dat als straten, kruisingen en pleinen worden heringericht, de tram een vrije baan krijgt en voorrang bij verkeerslichten door beïnvloeding daarvan.

## De sneltram van Poznań (Poznański Szybki Tramwaj)

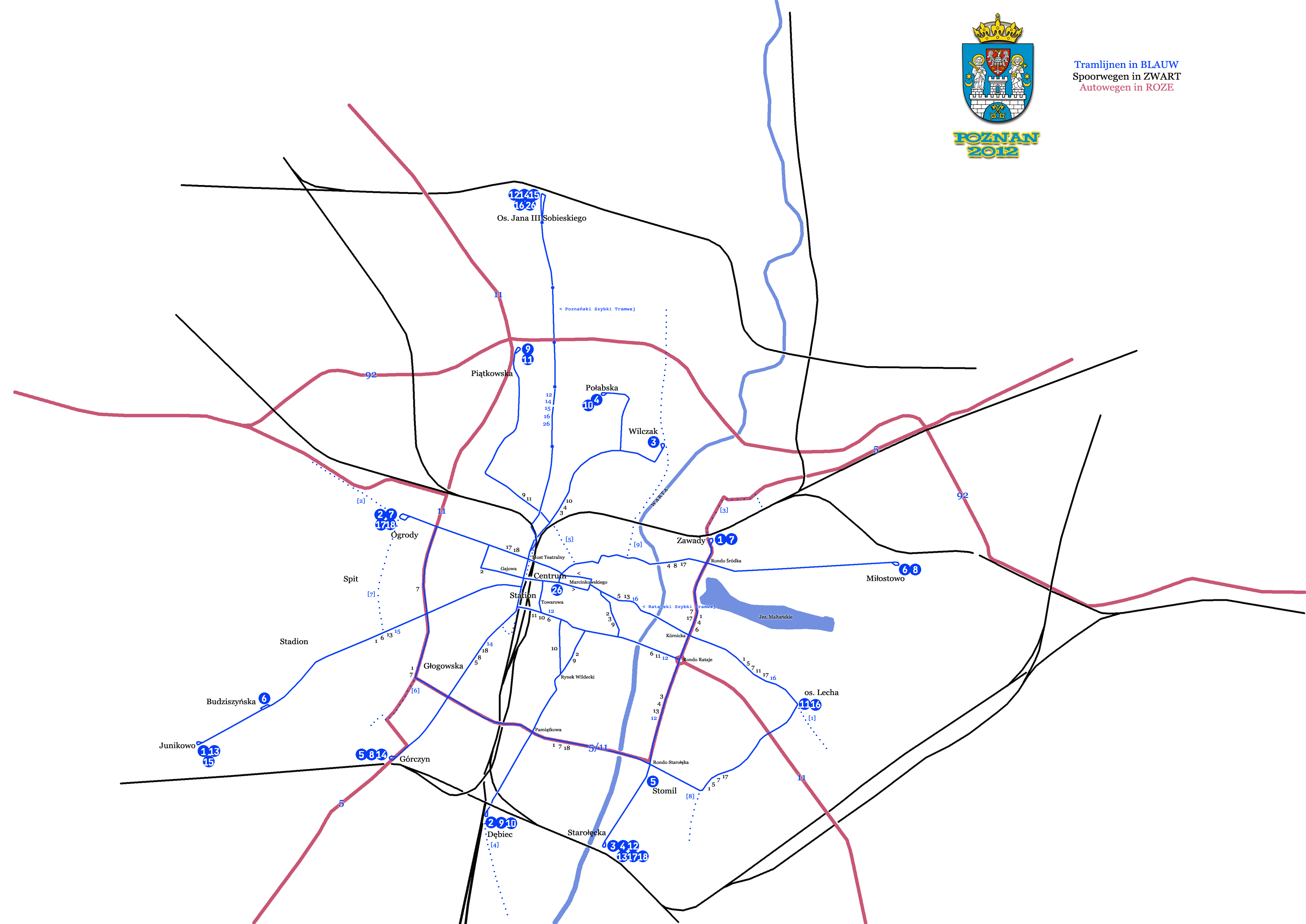
Tramnet van Poznań, situatie 2012 met gewenste uitbreidingen

Een grote innovatie werd op 1 februari 1997 bereikt met de ingebruikname van een 6,1 kilometer lange sneltramlijn naar het noorden van de stad. Een snelle tram naar het noorden, de wijken Winogrady en Piątkowo waren reeds in ontwikkeling, wilde het gemeentebestuur al in de jaren 1920. In de jaren 1970 kwam het plan in de vorm van een soort premetro die noord en zuid van Poznań met elkaar via het stadscentrum moest verbinden weer op tafel. Dát plan was afgekeken van de premetro in Brussel.
De bouw van het noordelijk deel werd in 1982 gestart met een eerste uitbreiding naar Murowana Gośliny maar moest wegens financiële tekorten worden stilgelegd. Een viaduct bij de Lechicka tramremise is nog getuige van het plan een ondergrondse verbinding tot stand te brengen naar het stadscentrum maar dit viaduct is in het uiteindelijk gerealiseerde ontwerp nooit gebruikt. Ook een halte ter hoogte van dit viaduct, gepland als PST Wielkopolska, is afgeblazen.
De nieuwe sneltramlijn, bijgenaamd 'Pestka', verbindt het stadscentrum met de satellietstad Os. Jana III Sobieskiego ten noorden van de stad. De lijn ligt geheel op vrije baan in een greppelachtige afgraving en er zijn geen kruisingen met het overige verkeer. De stations zijn metroachtig maar wel met lage perrons. Ter hoogte van ul. Roosevelta gaat de lijn over op het normale tramnet en vertakt zich in een aantal lijnen (2012: 12, 14, 15, 16 (eerst D) en 26) over de stad. Een nachtlijn (N21, eerst N14) verbindt 's nachts de voorstad met het stadscentrum in een frequentie van eens per 40 minuten. De nieuwe sneltramroute is gebouwd en gepland met een capaciteit van 6.000 passagiers per richting per uur. 4 lijnen doen dienst met een versterkingslijn (26) gedurende de spitsuren. De route heeft 6 haltes die alle met een kleur zijn gedefinieerd en vanuit 5 van deze haltes vertrekken buslijnen naar de verder afgelegen dorpen en woonkernen.
De toekomstige uitbreiding die het eerst ter hand genomen wordt is het straattraject vanaf ul. Roosevelta vervangen door een lijnvoering langs het spoorwegtalud tot aan het Centraal Station. Bij het huidige viaduct over de halte Poznańska moet deze aansluiting worden gerealiseerd. Een verlenging van daar naar St. Głogowska, het huidige eindpunt van de lijnen 5, 8 en 14, is in planning. Er zullen twee haltes worden toegevoegd en de lijn eindigt dan voorlopig binnen het stationsgebouw. In het noorden is een verlenging naar de universiteitscampus gewenst maar deze verkeert nog in het onderhandelingsstadium. Een andere ontwikkeling is de aanleg van een sneltram naar het oosten van de stad over een nieuwe tracé. Dit project staat bekend als de Ratajski Szybki Tramwaj dat op 14 augustus 2007 in gebruik werd genomen. Deze nieuwe route verbindt de Plac Wiosny Ludów via ul. Podgórna, ul. Dowbora Muśnickiego, ul. Mostowa, Most św. Rocha en ul. Kórnicka naar ul. Jana Pawła II en daarna verder naar de wijk. Ze wordt bereden door de lijnen 5, 13 en 16 (waarbij aldus lijn 16 als enige lijn zowel het noordelijke als het oostelijke sneltramnet bediend).

## Uitbreidingsplannen
Fondsen worden gezocht voor uitbreiding van het tramnet naar grote woonwijken zoals die ten zuiden van Dębiec, Podolany in het noordwesten en Wola en Smochwice in het westen. De plannen en ideeën omvatten:
- verlenging van de route van os. Lecha over de ul. Piaśnicka naar bedrijventerrein Franowo ([1] op de kaart);
- verlenging van eindpunt Ogrody over ul. Dąbrowskiego naar al. Polska ([2] op de kaart);
- verlenging van het eindpunt Zawady over de ul. Zawady en de ul. Główna naar het station Poznań Wschód ([3] op de kaart);
- verlenging van Dębiec via ul. 28. Czerwca 1956 r. naar os. Dębina ([4] op de kaart);
- een nieuwe route over de ul. Ratajczaka, Pl. Cyryla Ratajskiego, ul. Solna en ul. Nowowiejskiego ([5] op de kaart);
- een nieuwe route naar os. Kopernika via de ul. Arciszewskiego en de ul. Pogodna ([6] op de kaart);
- een nieuwe route van Ogrody over de ul. Szpitalna en de ul. Grochowska in de richting van Junikowo ([7] op de kaart);
- aftakking bij de Rondo Żegrze naar ul. Falista ([8] op de kaart);
- aftakking van de halte Male Garbary over de ul. Szelągowska naar het eindpunt Wilczak en dan via de ul. Naramowickiej naar de grote woonwijk met die naam (Naramowice, [9] op de kaart).

## Trammaterieel

### Voormalig
Poznań kent een gevarieerde historie wat betreft het materieel dat dienstgedaan heeft. De paardentrams waren tweeassige trams met open balkons, gebouwd door Herbrand in Keulen.
- De eerste elektrische trams werden geproduceerd door de Bergische Stahlindustrie, terwijl de elektrische uitrusting door Union Elektrizitätswerke (Berlijn) werd geleverd. De wagens kregen de nummers 1-15 en hadden een open balkon en drie gebogen ramen. In de jaren 1920 werden zij reeds afgevoerd.
- De tramfabriek Carl Weyer & Cie. te Düsseldorf bouwde trams van het type W voor Poznań. Deze werden tussen 1904 en 1911 in een totaal van 37 stuks afgeleverd en 39-52 en 70-92 genummerd. In 1937 werden zij vernummerd in één serie: 47-98. Twintig van deze trams kregen in 1938 gesloten balkons en schuifdeuren tussen de bestuurdersbalkons en de passagiersruimte. In 1943 werden de overige wagens tot werkwagen omgebouwd en na de Tweede Wereldoorlog deden zij nog dienst in Gorzów Wielkopolski (Duits: Landsberg an der Warthe). Deze trams waren langer dan de eerste serie; ze hadden namelijk vier grote gebogen zijramen.
- Het Linke Hofmann type L werd afgeleverd in 1914 en 1915 en gebouwd in Breslau (Pools: Wrocław). Deze grote tweeassige trams met vier zeer grote zijramen hadden vanaf de indienststelling reeds gesloten balkons en werden 53-65 genummerd (en vanaf 1941: 80-92). Na de Tweede Wereldoorlog werden deze wagens feitelijk geheel opnieuw opgebouwd en kregen een stalen carrosserie. In de jaren 1950 zijn zij verkocht aan het trambedrijf in Jelenia Góra (Duits: Hirschberg im Riesengebirge).
- Het Ringhofer type R, gebouwd door de tramfabrikant Smichov in Praag, met een elektrische installatie van Siemens Schuckert of Brown-Boveri, kwam in dienst in 1924-'26 en droeg de nummers 66-69 en 93-103. (Vanaf 1937: 31-45 en vanaf 1941: 100-114, vanaf 1945: 101-115). Deze wagens vertoonden grote gelijkenis met het type M (serie 4001-4150) uit Wenen en kregen na de Tweede Wereldoorlog een nieuwe onderbouw die gebaseerd was op het Konstal type N. In de jaren 1960 werden zij afgevoerd.
- Het type Z, in 1929 gebouwd door Zieleniewski & Fitzner-Gamper in Sanok, kwam in dienst onder de nummers 1-15 en 104-108 (sinds 1937: 1-20 en vanaf 1941: 120-139). Na de oorlog werden zij hersteld en in de jaren 1960 werden enkele nog omgebouwd tot aanhangwagen. Ook deze wagens vertoonden grote gelijkenis met het genoemde Weense type. De types R en Z waren van begin af aan trams met een stalen carrosserie.
- Het Cigielski type C werd in 1937 door de lokale wagonbouwer geproduceerd in een serie van 10 stuks: 21-30, later vernummerd tot 140-149 en na de oorlog in 141-150. In 1969 werden deze grote stalen trams tot aanhangwagens verbouwd. Ook deze trams leken sterk op het genoemde Weense type maar waren langer en hadden een ander front.

In de Tweede Wereldoorlog kwam er vaak oud materieel uit andere Duitse steden om de enorm gestegen vervoersvraag in de stad op te vangen. Er kwamen twee wagens van het trambedrijf in Dresden (types A1/3), 5 uit Karlsruhe (nrs. in Poznań 40-44), 2 Z1t wagens uit Hamburg (gebouwd door Falkenried) en 2 wagens uit Berlijn. Het gaat zonder uitzondering om tweeassig materieel gebouwd rond 1900.
- De eerste type N wagens, de Kriegsstrassenbahnwagen van de firma Fuchs uit Heidelberg bereikten in 1944 Poznań, terwijl zij feitelijk voor Wenen waren bedoeld. Door de oorlogssituatie kwamen zij echter in Poznań terecht. Vijf van deze wagens hadden geen elektrische uitrusting en motoren en werden met behulp van oude onderdelen opgebouwd. Pas in het midden van de jaren 1960 konden deze wagens verbeterde motoren krijgen en werden tot eenrichtingswagen omgebouwd.

Na de Tweede Wereldoorlog werd enig tweedehands materieel gekocht om de slechte situatie van het veelal beschadigde en verwoeste materieel op te lossen.
- Uit Szczecin kwamen trams van het type 'Dessau' S1, die de nummers 2-8 kregen. Het waren traditionele tweeassige trams met 4 zijramen. In de jaren 1960 zijn zij buiten dienst gegaan.
- Uit dezelfde stad kwamen trams – type Wismar S2D – met een middeninstap en een verlaagd middengedeelte die enige gelijkenis vertoonden met de Rotterdamse vierassers. Ze waren wel wat korter en lichter van bouw en hadden twee eenassige draaistellen. Deze door Linke Hofmann gebouwde trams kregen de nummers 9-15 en werden in de jaren 1950 al verbouwd tot aanhangwagens. In de jaren 1970 werden zij als zomerhuisjes verkocht.
- In 1951 werden de eerste door Konstal geproduceerde KSW's trams afgeleverd: het type N. De eerste 30 motorwagens kregen de nummers 161-190, de overige 18 191-209. In de vroege jaren 1960 werden deze wagens verbouwd tot eenrichtingstrams en werden later naar Warschau doorgestuurd.
- Vanaf 1957 stroomden de Konstal trams type 4N en 4N1 in (210-262), die in groten getale in Polen werden gebouwd en na de oorlog feitelijk de Poolse standaardtram werd. Ze werden doorgegeven aan Warschau in het midden van de jaren 1960.
- 71 stuks Konstal 102N(a) enkelgelede trams werden tussen 1969 en 1972 afgeleverd (nrs. 1-71). Omdat de wagens technisch waren versleten, werden zij in de jaren 1990 reeds afgevoerd.

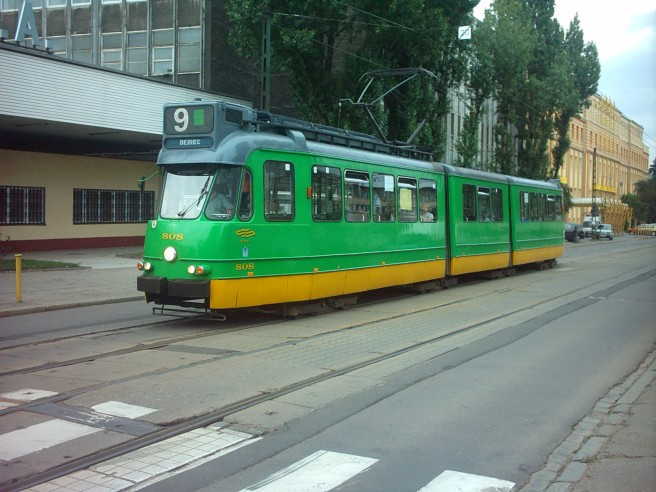
Amsterdamse gelede tram, type 3G, in Poznan.

- Tussen 1991 en 1995 nam het trambedrijf 20 gebruikte dubbelgelede achtassers uit Amsterdam over. Dit waren trams van de series 1G en 2G, die tussen 1957 en 1959 door Beijnes te Beverwijk waren gebouwd (serie 551-587, later 851-887). De trams reden aanvankelijk rond in de Amsterdamse geel/bruine kleurencombinatie en behielden hun karakteristieke grote lijnfilmkasten. Later werden zij in de groen en gele kleuren geschilderd. Omdat enkele trams als 'plukwagen' werden gebruikt om de andere op de baan te houden, waren er 11 zeer regelmatig in dienst. Deze behielden in Poznań hun oorspronkelijke nummers (serie 850). In 2003 zijn er ter vervanging van deze trams nog elf trams uit de Amsterdamse serie 3G (602-634) uit 1959/'60 naar Poznań gegaan. Deze kregen nummers in de serie 800. Uiteindelijk gingen deze 'Holendry' (hun bijnaam) in 2011 buiten dienst. Nr. 805 wordt bewaard als historisch materieel; de 800 (ex-615) ging terug naar Amsterdam.

### Historisch materieel
In tegenstelling tot veel andere Poolse steden, die nauwelijks materieel van voor de Tweede Wereldoorlog als historisch materieel kunnen presenteren, is dit er in Poznań wel:
- Een Herbrand B3/HO paardentram.

In afwachting van restauratie enkele vooroorlogse motorwagens:
- Een motorwagen van Carl Weyer & Cie. te Düsseldorf, type W, 1904/'11 (nr. 305)
- Een motorwagen uit 1930, type Wismar Niesky S2D die het nummer 423 zal krijgen. Dit is een tram die in de Tweede Wereldoorlog tweedehands uit Szczecin kwam en op een volkstuintjescomplex in Suchy Las werd gevonden. Het is een uniek, elegant middeninstapmodel met een lage vloer.
- Een in zeer slechte staat verkerende Fuchs KSW tram (nr.158) en nog een
- Konstal N motorwagen (nr. 2024).

Voor museumritten zijn beschikbaar:
- Een Konstal 4NJ motorwagen (nr. 602) en een 4D bijwagen uit de jaren 1950-'70.
- Een Konstal 102N enkelgelede tram uit de jaren 1960 met karakteristieke naar voren lopende voorruit (nr. 1).
- 2 Konstal 105N vierassige motorwagens met de nrs. 193 en 194.
- Een GT8 Düwag dubbelgelede achtasser, die als nr. 608, in de kleuruitmonstering van de Rheinbahn, op de toeristische tramlijn 0 wordt ingezet.

### Huidig materieel
- Meerdere Düwagtrams werden tussen 1995 en 2005 aan Poznań verhandeld. Eén GT6 in 1996; 57 GT8 wagens van de Rheinbahn (Düsseldorf) en een GT8-ZR (tweerichtingsuitvoering) vonden hun weg naar de stad. Hun bijnaam is 'Helmutami'.
- 206 Konstal 105N vierassige motorwagens, gebouwd tussen 1979 en 1992. Hun bijnaam is 'aquarium'.
- 40 Moderus Alfa trams. Dit zijn gemoderniseerde Konstal 105N trams die een nieuw interieur, nieuwe elektrische installatie en een vernieuwd exterieur kregen.
- 8 Moderus Beta trams die bestaan uit twee oude Konstal 105N trams, verbonden met een lagevloer middendeel. Deze trams kwamen in 2011 na een zeer intensieve 2,9 miljoen złoty kostende verbouwing in dienst.
- 14 vijfdelige Siemens Combino trams, genummerd 501-514, in 2004 aangeschaft. Deze trams werden geconfronteerd met de Europabrede problemen met deze trams – o.a. ook in Amsterdam – en werden door de fabrikant opgewaardeerd. Door de gerezen problemen besloot het trambedrijf geen vervolgorder voor dit type te plaatsen.
- 10 Tatra RT6N1 trams (401-410). Deze trams waren speciaal bedoeld voor de ingebruikneming van de sneltram in 1997. Ze vertonen uiterlijk gelijkenis met de eerste nieuwe gedeeltelijk lagevloer trams voor Genève. De storingsgevoeligheid van deze wagens bleek zeer hoog en ze werden vrij snel naar de andere tramlijnen verbannen. Het besluit is nu genomen, zodra er fondsen zijn, deze trams uit dienst te nemen.
- Vijfdelige, 32 meter lange Solaris Tramino S105P trams, met 3 tweeassige trucks, aangeschaft in 2011. Het betreft een order van 342.000.000,- złoty voor 40 wagens met een optie voor 20 meer. De eerste 45 trams moeten ingezet kunnen worden voor de Europese voetbalkampioenschappen in 2012. Deze moderne trams van een van oorsprong bussen bouwende fabrikant, zijn 2,4 meter breed en kunnen maximaal 230 passagiers vervoeren. De vloer is laag. De deuren zijn op 1,5 meter breedte ontworpen zodat snel in- en uitstappen mogelijk wordt. Er wordt een ode aan de oude lijnnummerschilden gebracht doordat deze nieuwe trams boven op het front van de wagen, net als de Moderus Alfa en Beta trams, een digitale variant ervan voeren.

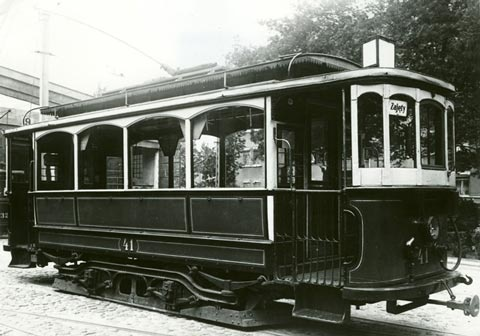
Nieuwe tram van fabrikant Carl Weyer uit de serie van 1904, nrs. 39-52.
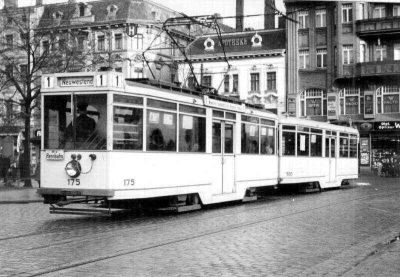
Een opname van de Wismar trams uit Stettin/Szczecin, het middeninstaptype Wismar 2D. Dit is vermoedelijk een opname uit Stettin zelf, gezien de lijnaanduiding 1 – Neuwestend, het nr. 175 en de witte of crème kleurstelling.
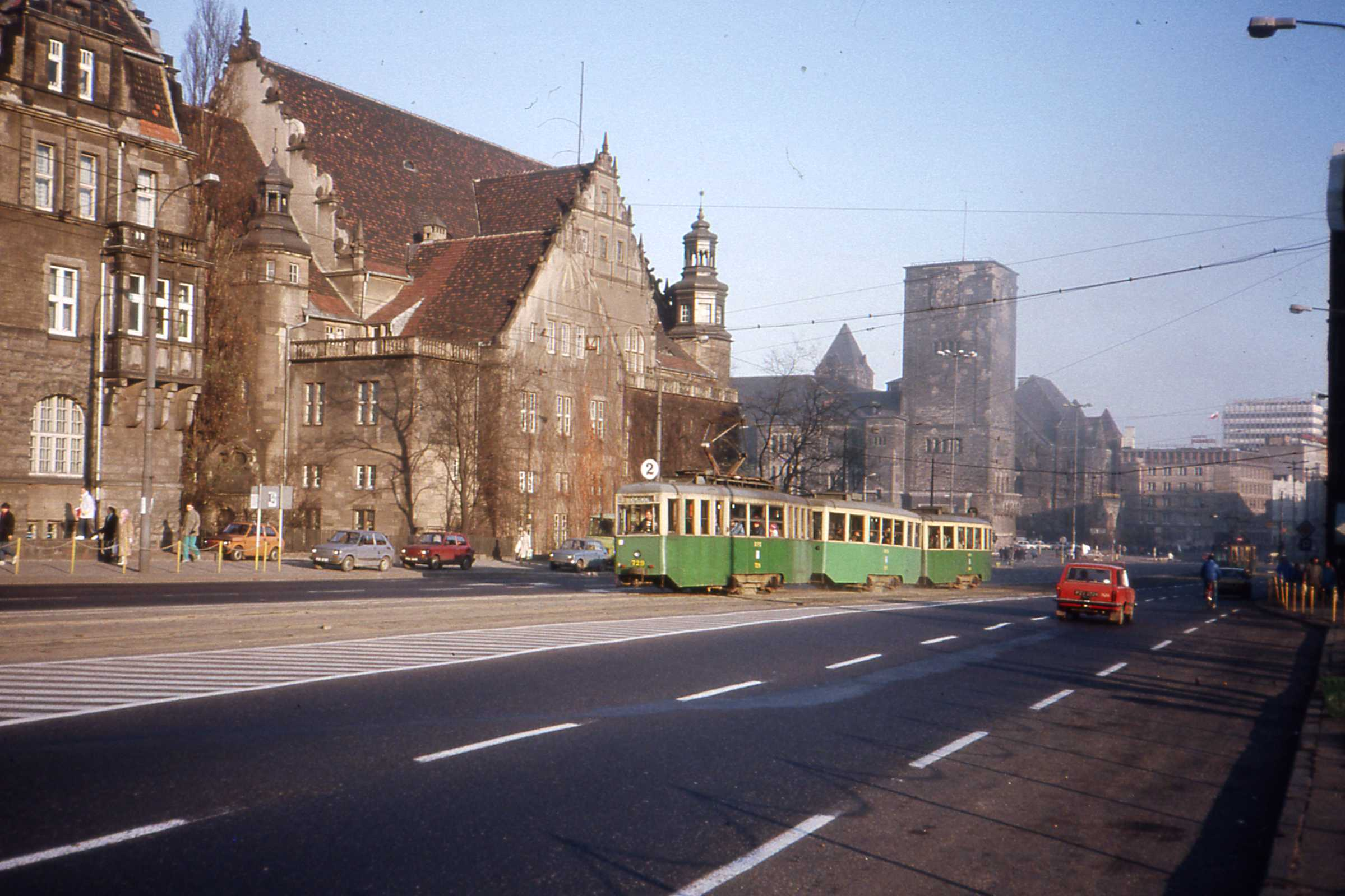
Typerend voor de jaren voor de val van het IJzeren Gordijn, en vlak daarna, waren de combinaties van één N Konstal motorwagen met 2 aanhangwagens. Hier motorwagen 729 op lijn 2, november 1989.
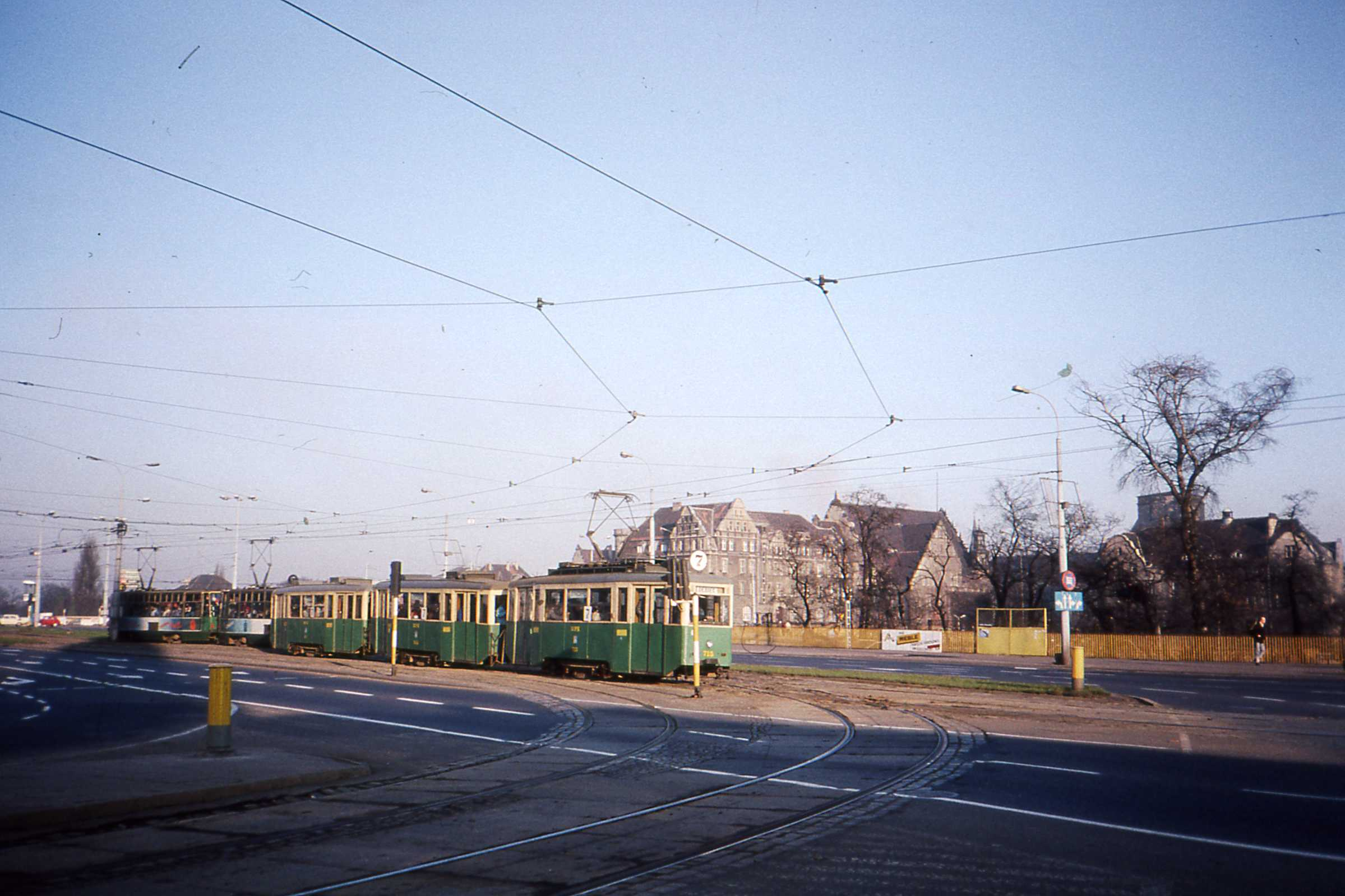
Eenzelfde combinatie met zicht op de deurzijde. November 1989, lijn 7.
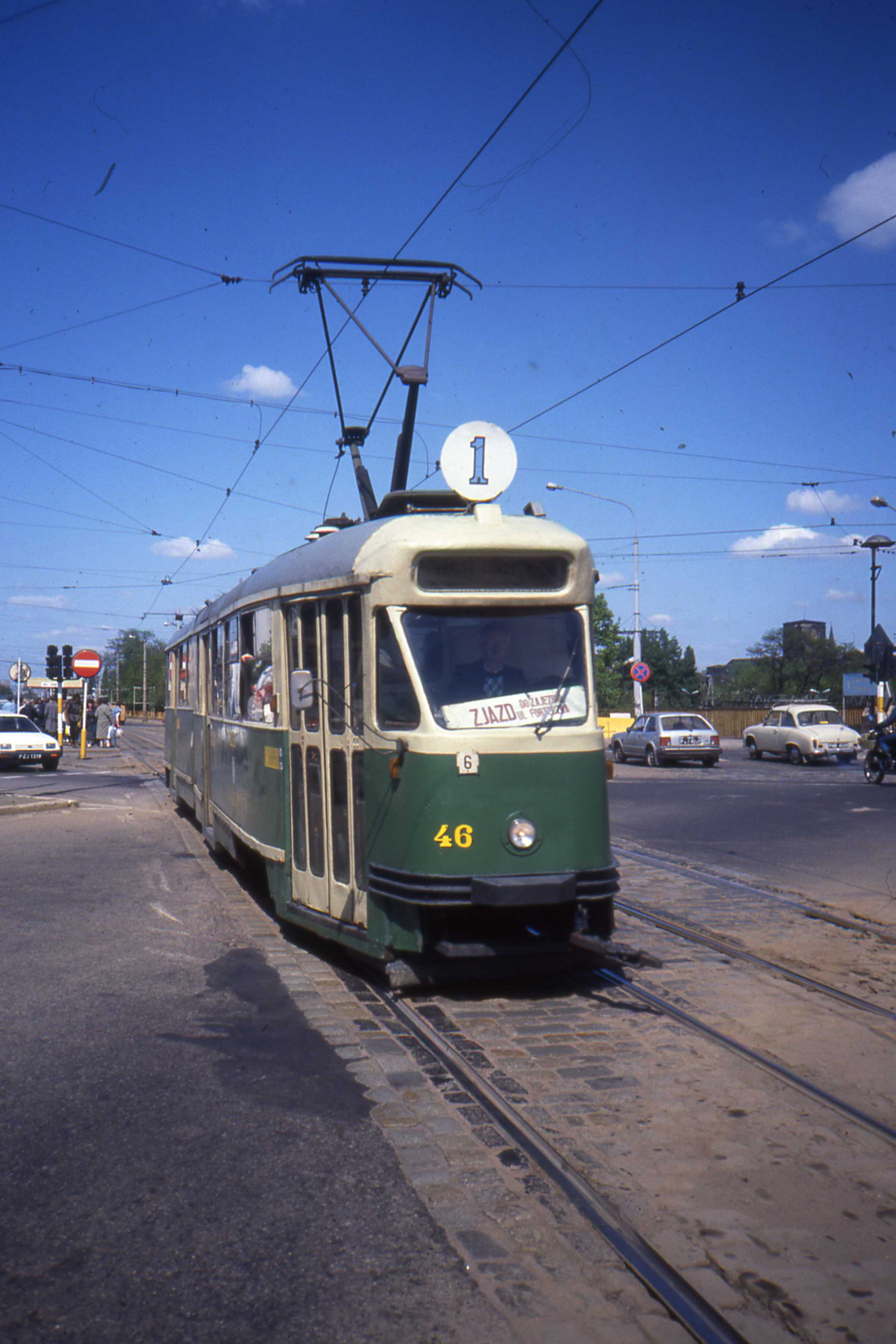
In mei 1991 reden er nog enkelgelede Konstal 102Na trams. De bestemmingsfilm op nr. 46 op lijn 1 ontbreekt en daarom wordt er een kartonnen bord achter de voorruit gelegd.
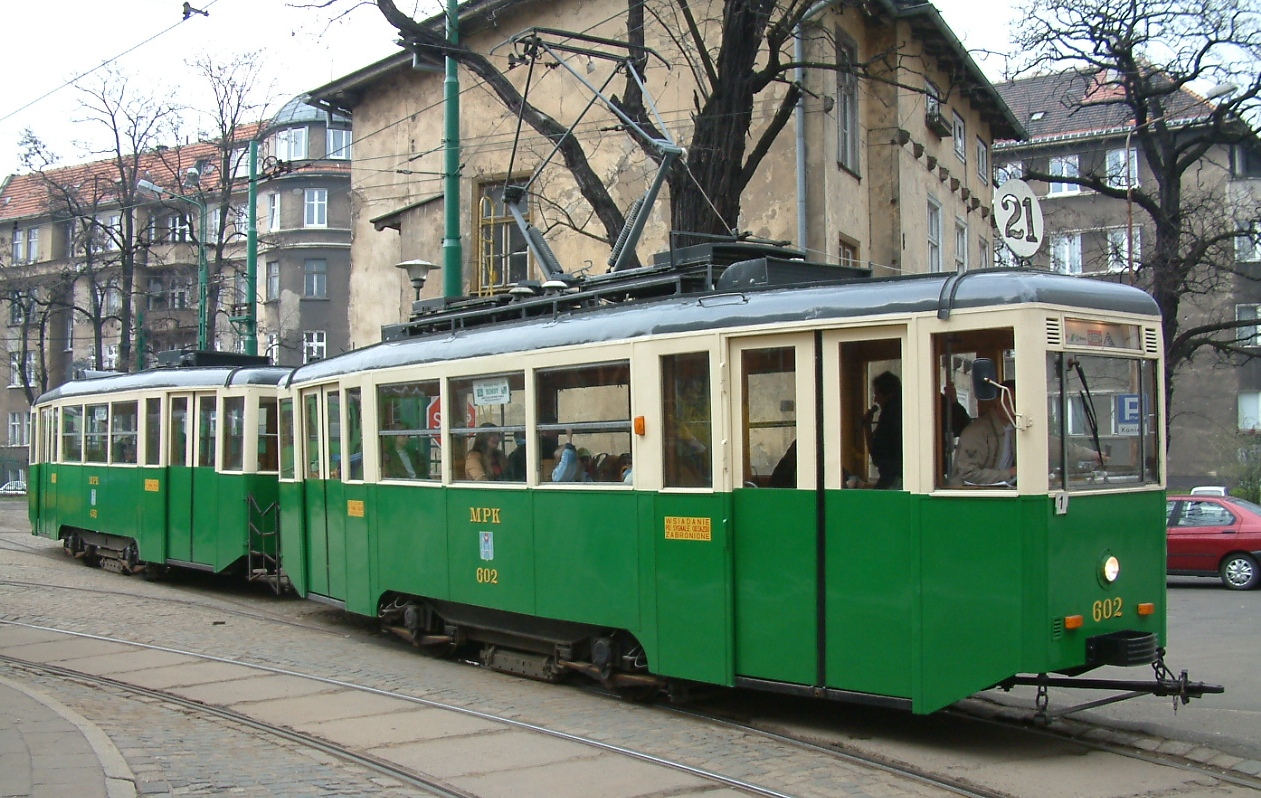
Gerestaureerd Konstal N-stel.
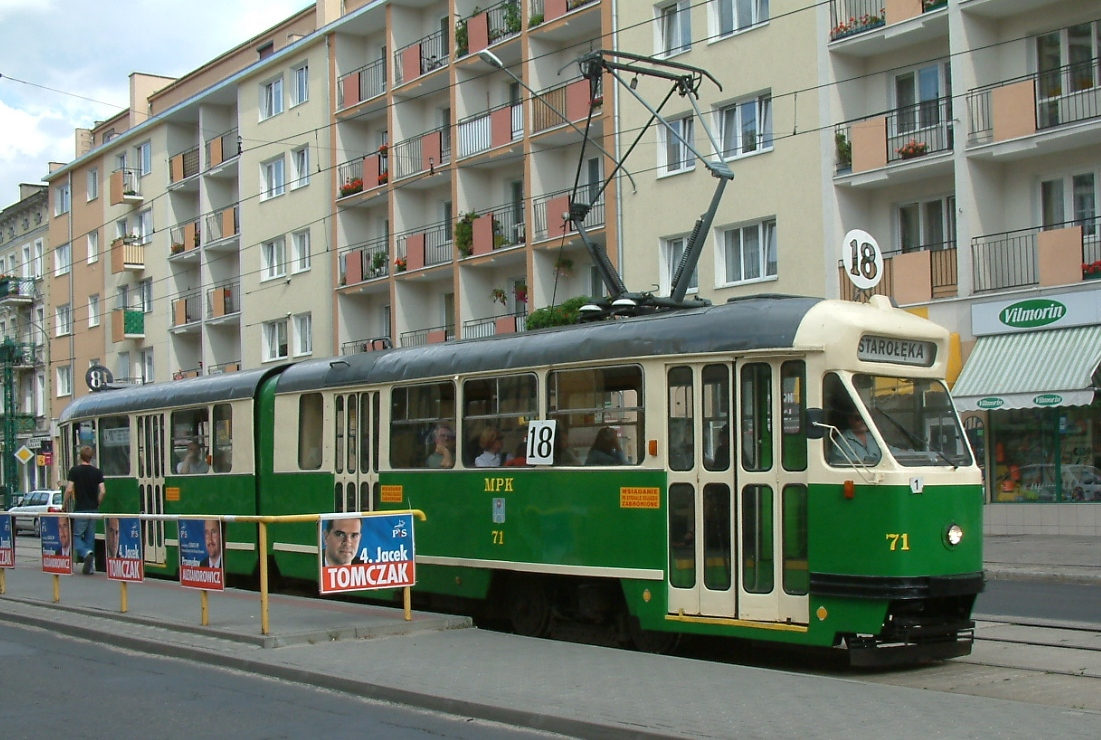
Gerestaureerde Konstal 102Na tram.
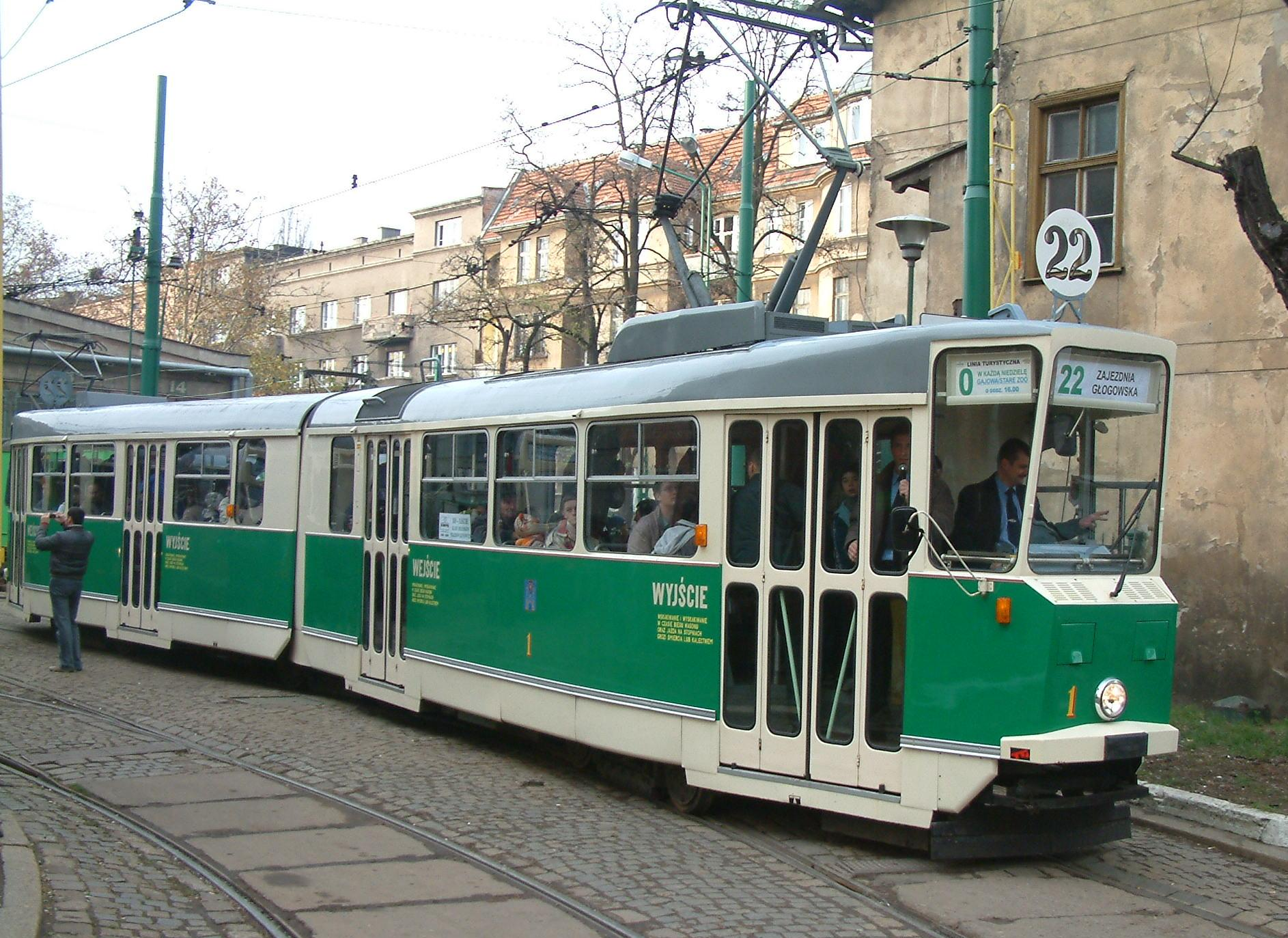
Gerestaureerde 102N enkelgelede Konstal tram tijdens een museumrit.
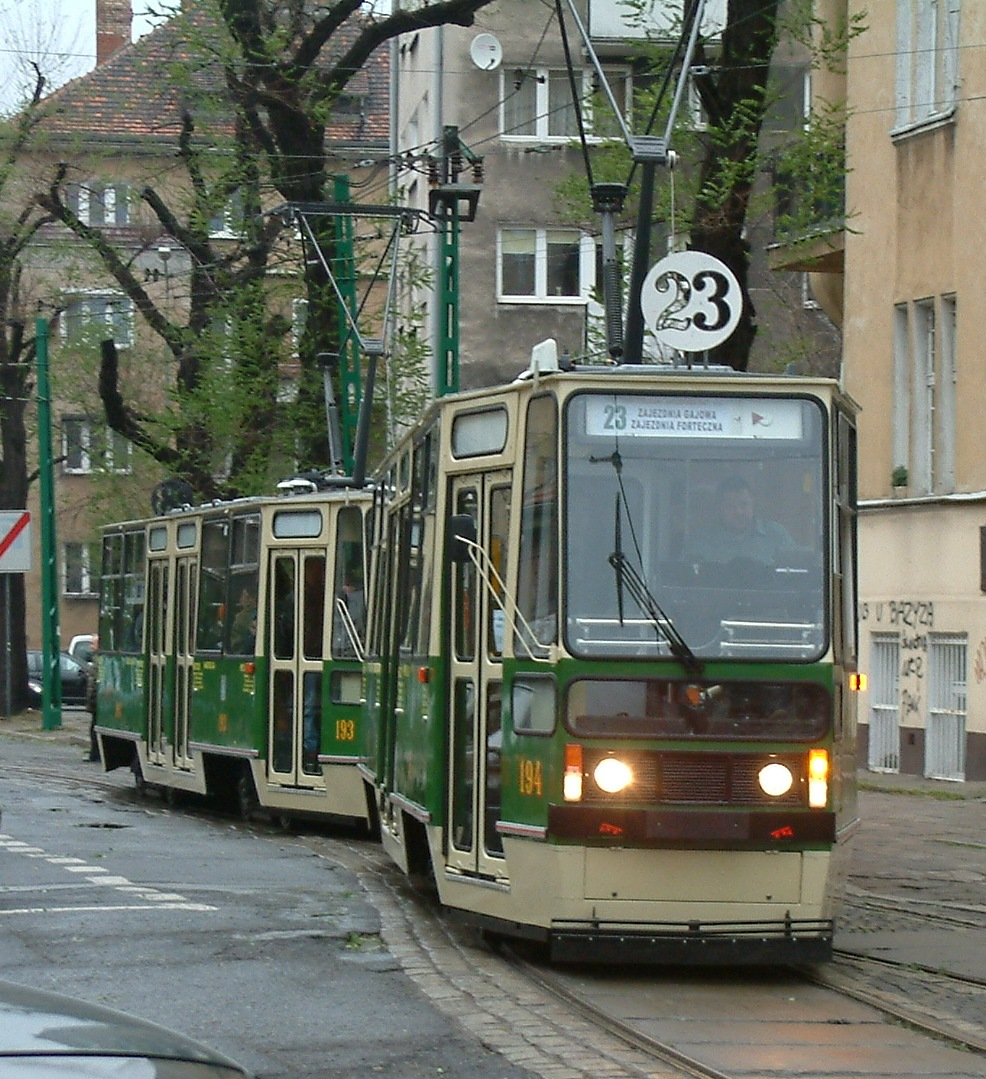
De twee gerestaureerde 105N trams.
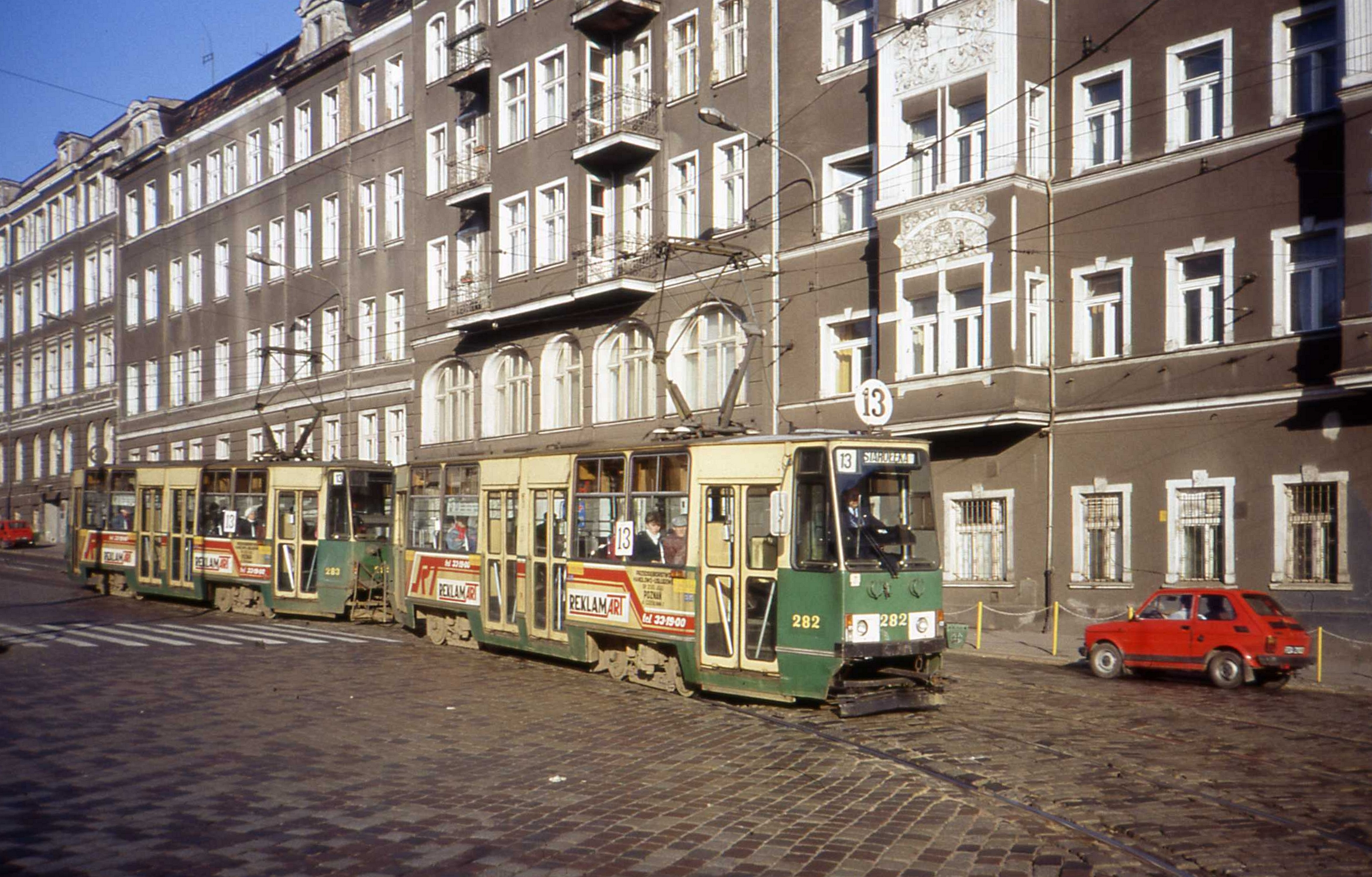
Gekoppelde Konstal 105Na trams waren de norm rond de jaren 1990. Hier de nrs. 282 en 283 op lijn 13. Typerend voor veel Poolse trambedrijven zijn de kleine hekjes tussen de gekoppelde trams om te voorkomen dat mensen tussen de trams door de baan of de straat oversteken.
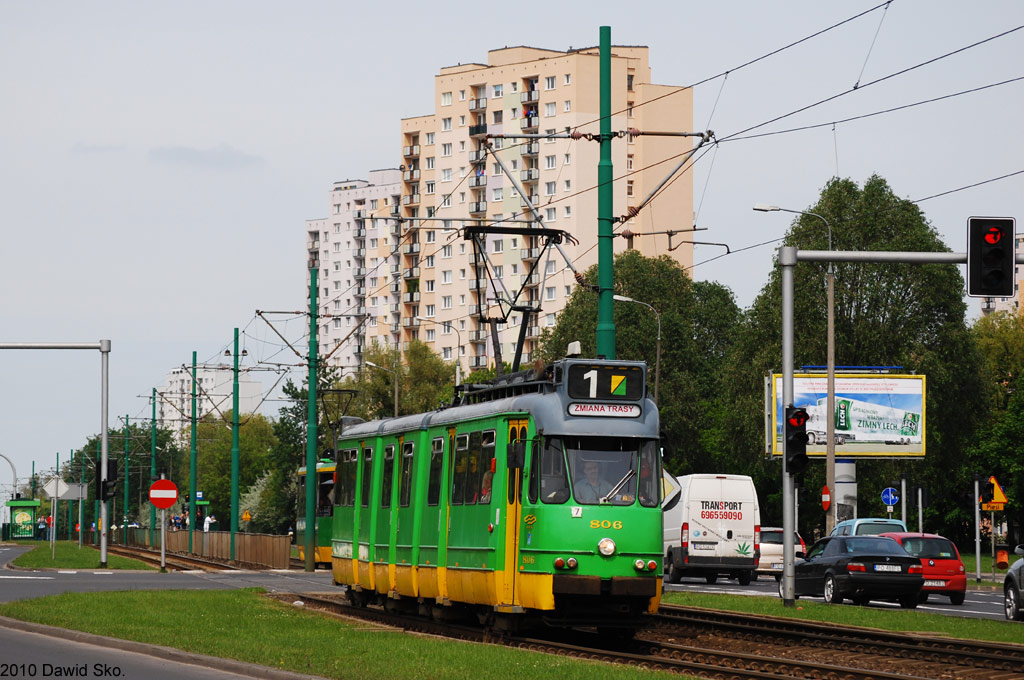
Een dubbelgelede Beijnestram overgenomen uit Amsterdam, de 806 op lijn 1.
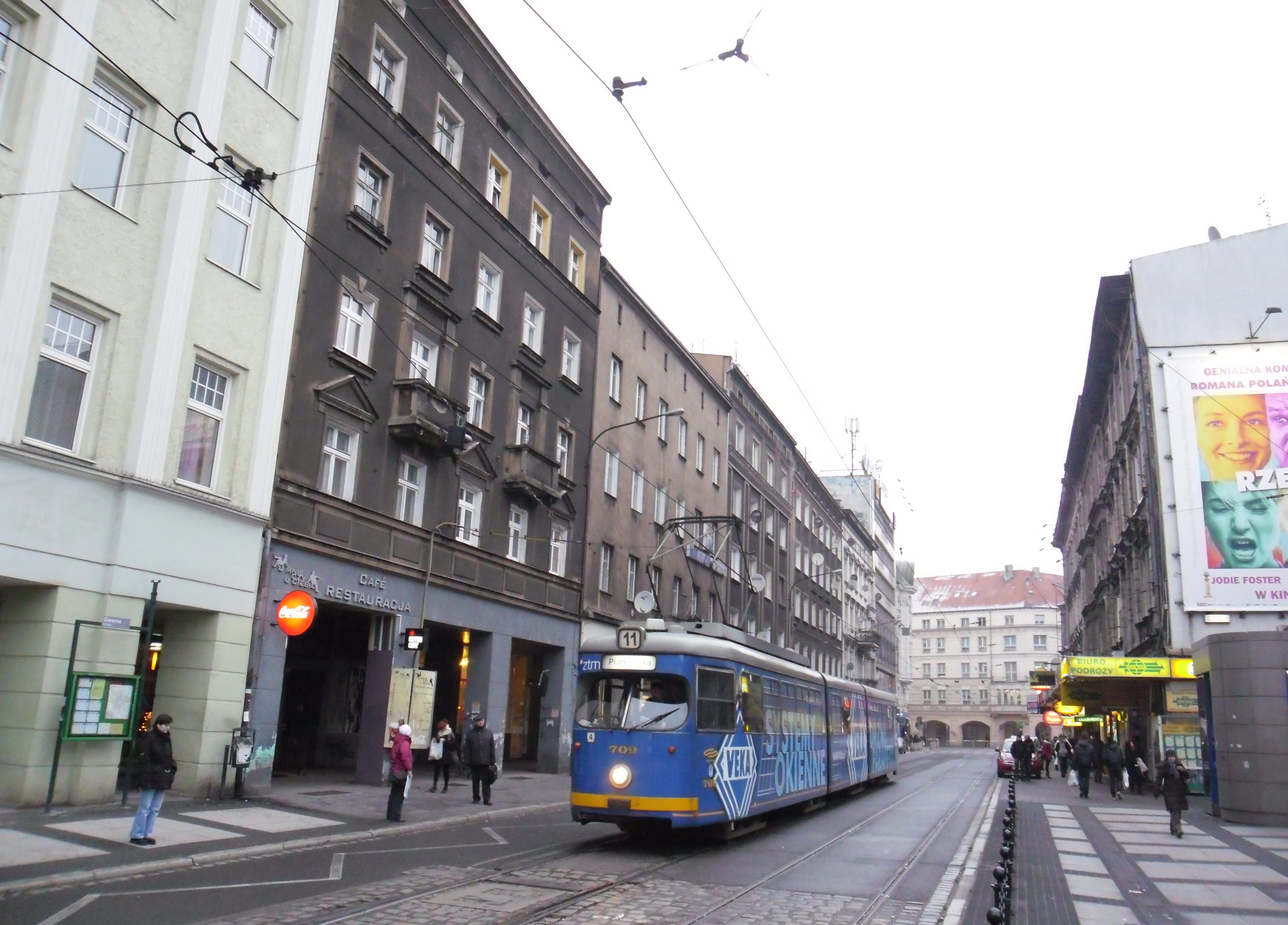
Een Düwag GT8 tram, ex-Rheinbahn Düsseldorf, op lijn 11, nr. 709.
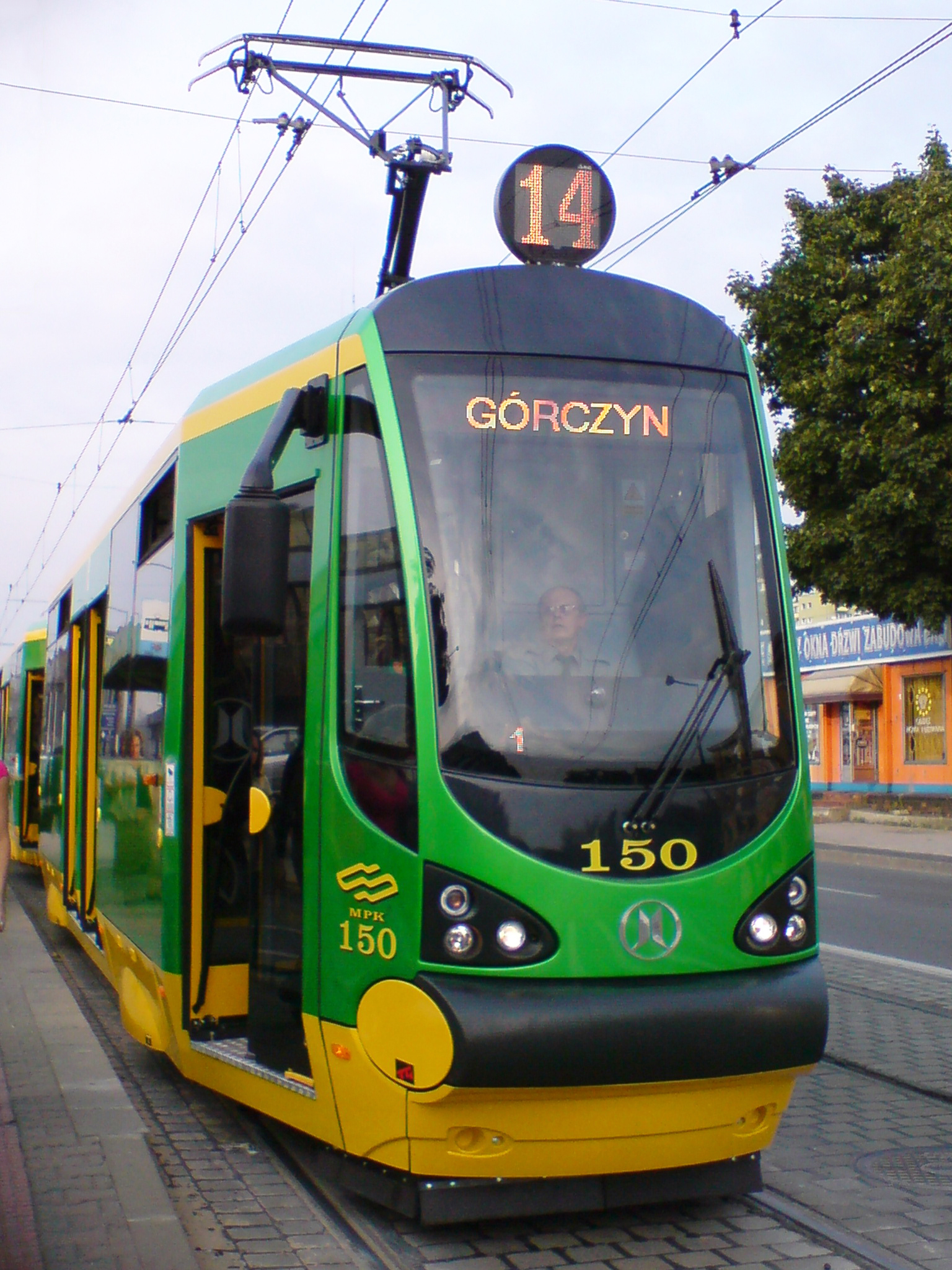
Voorzijde van een Moderus Alfa tram.
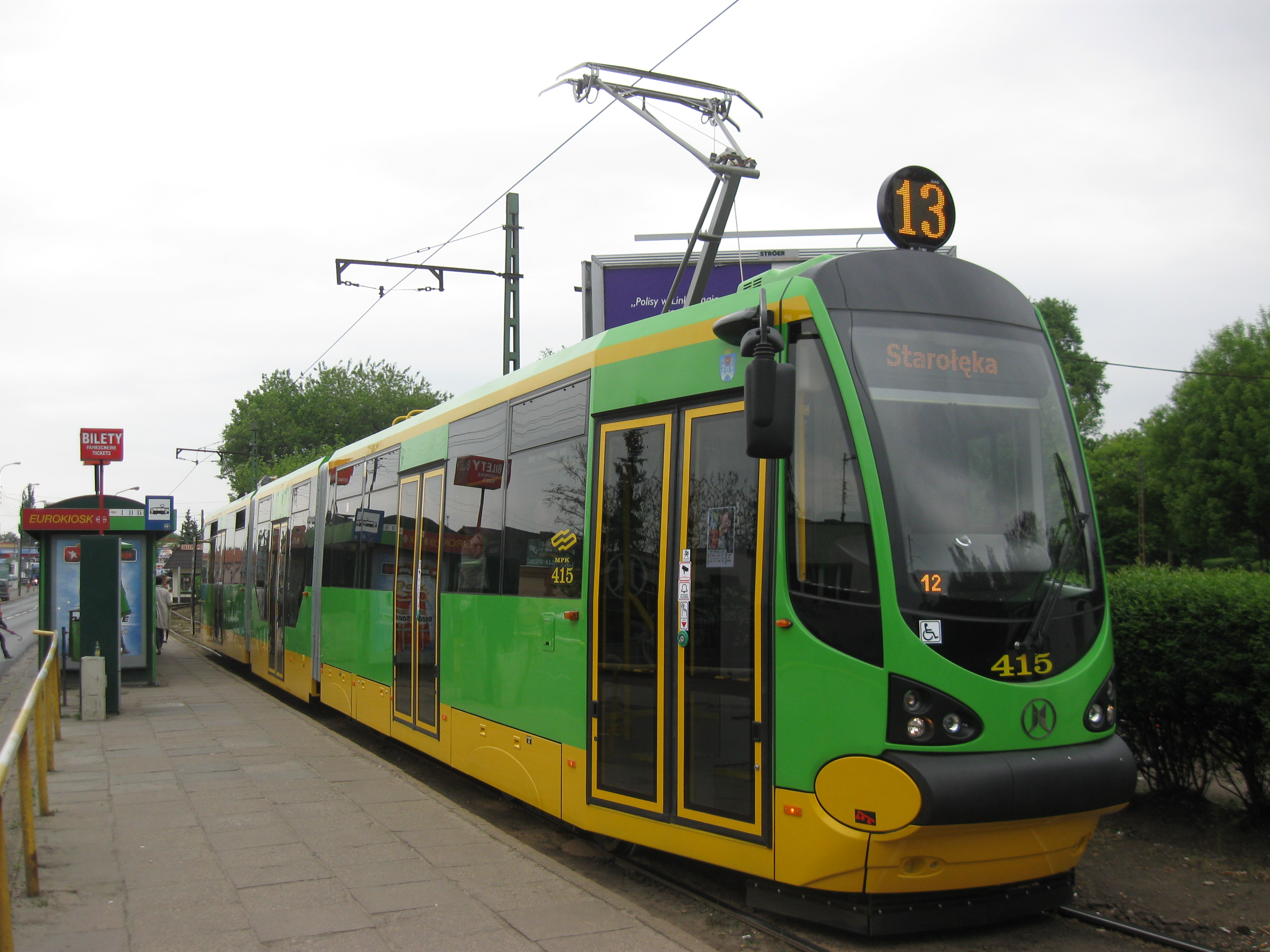
Zijaanzicht van een Moderus Beta tram.
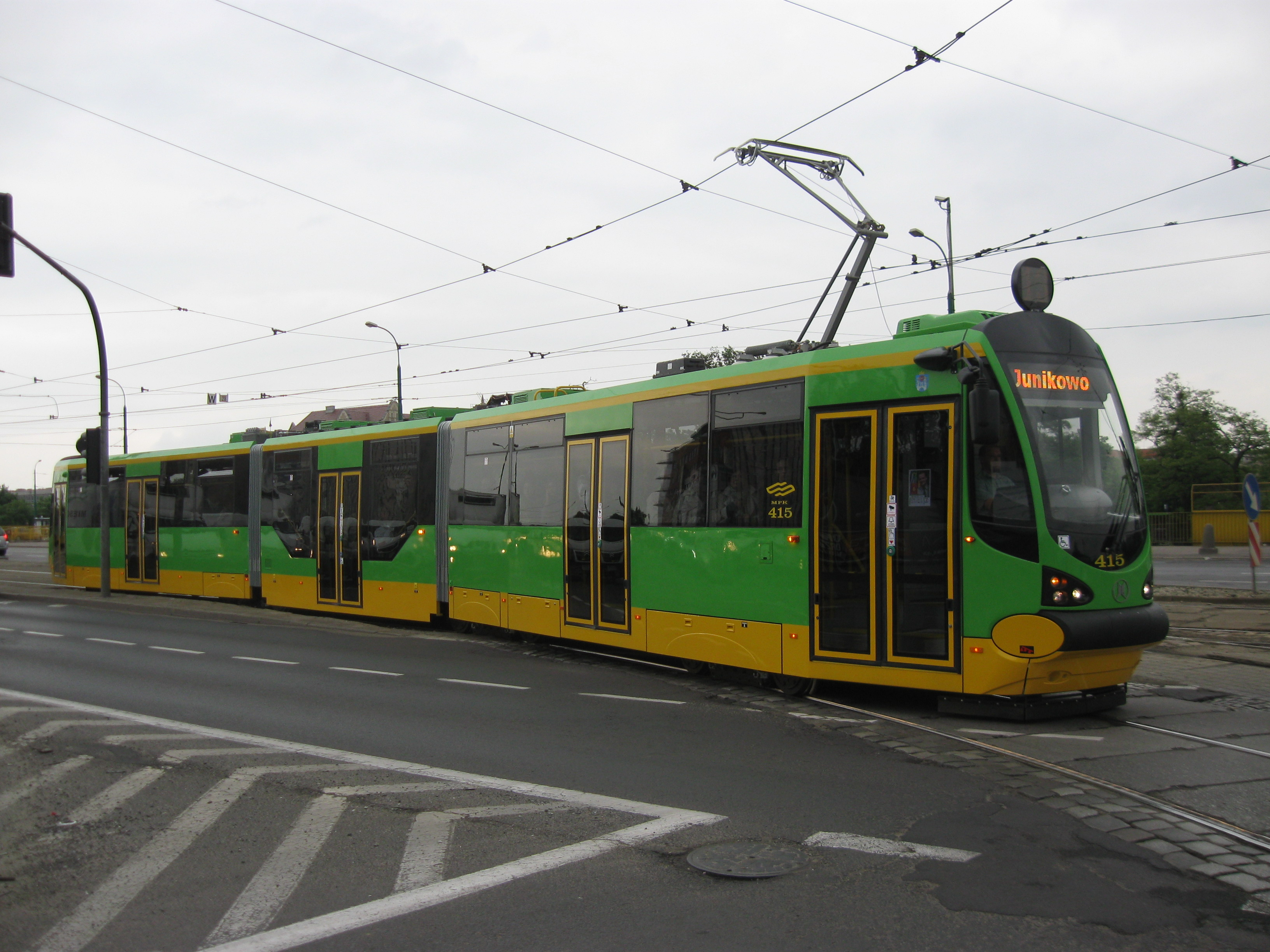
Idem, op lijn 13, ulicy Roosevelta, 17 mei 2011.
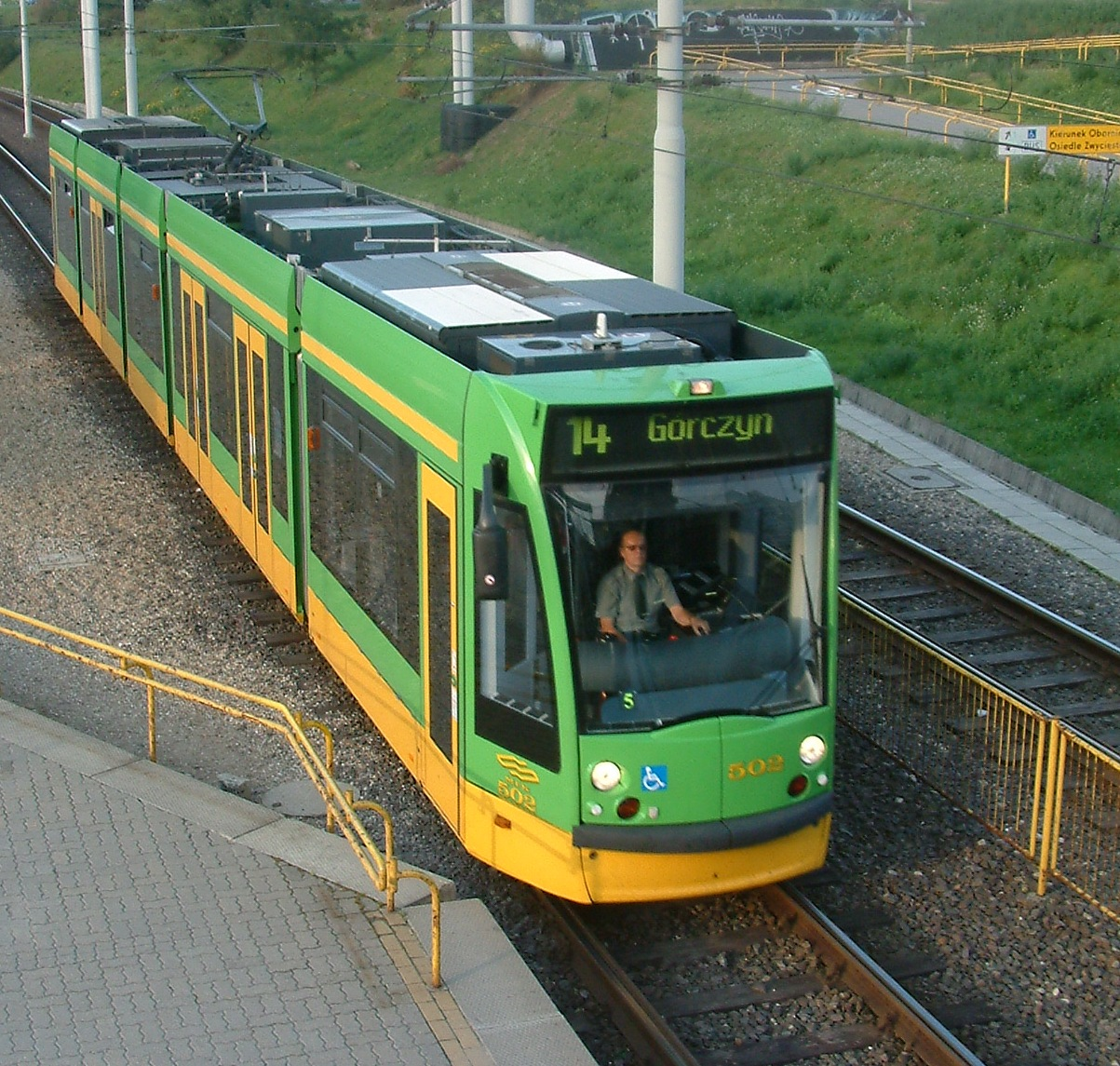
Siemens Combino op sneltramlijn 14.
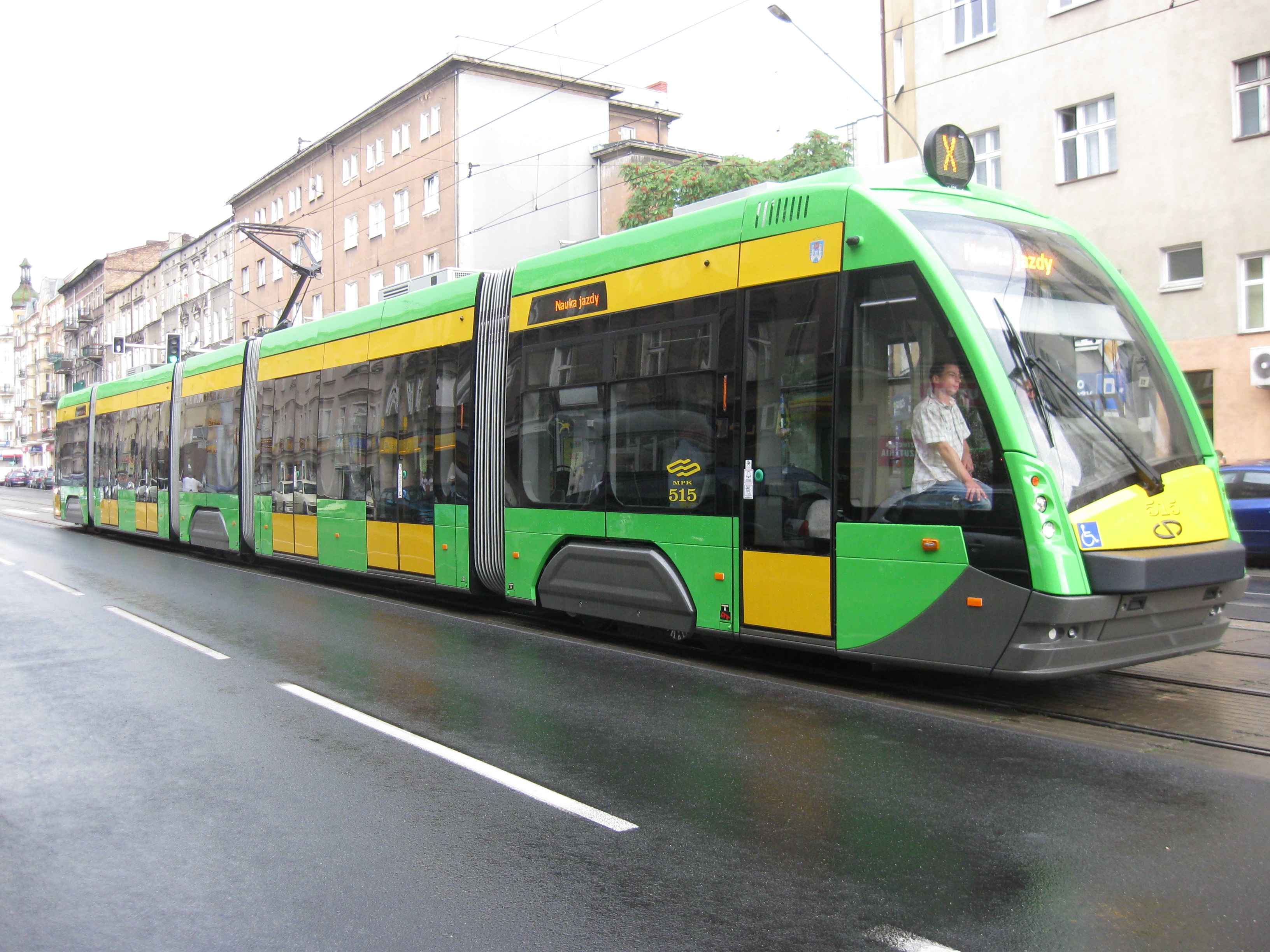
Solaris Tramino in testbedrijf.
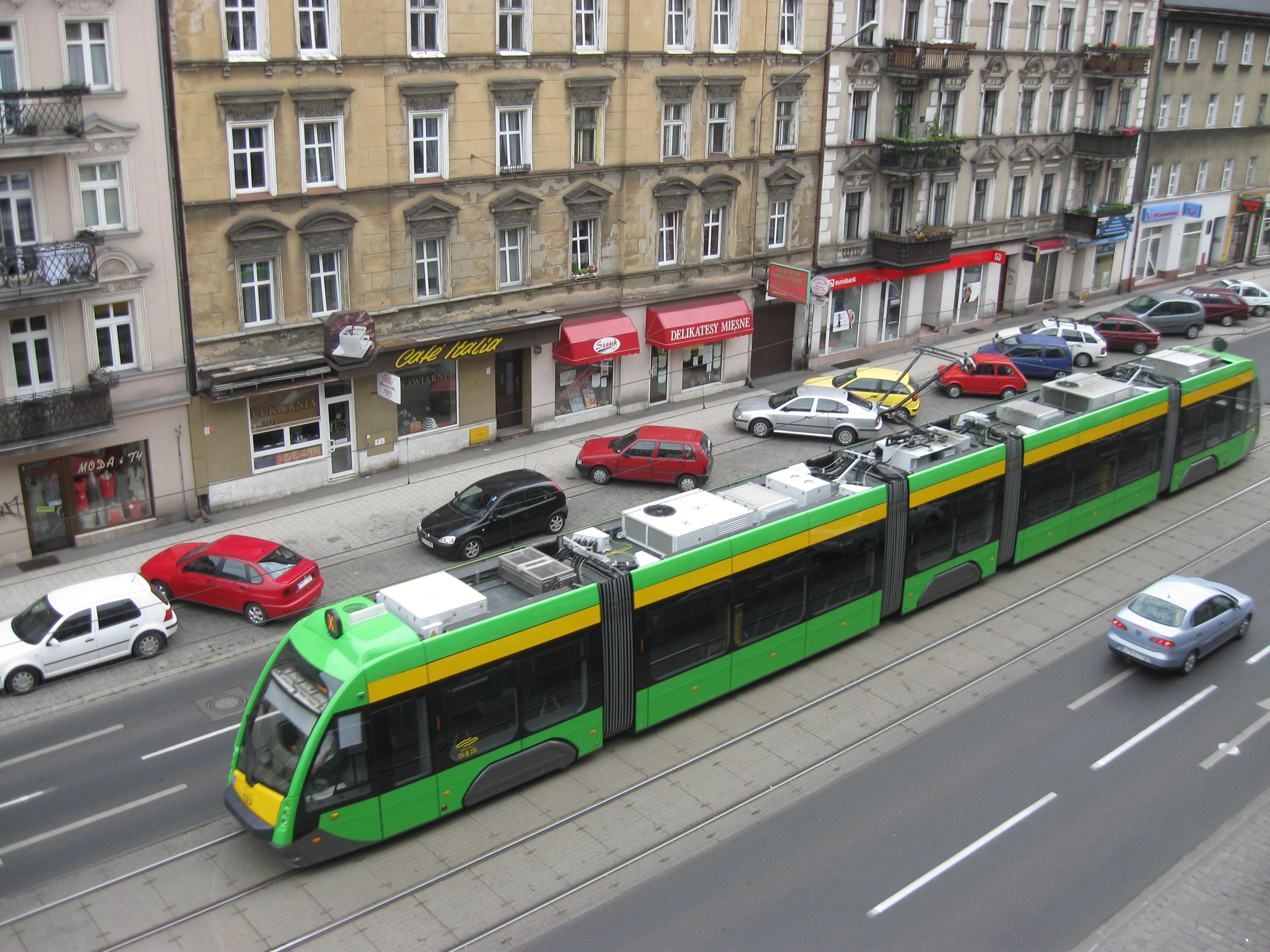
Solaris Tramino bovenaanzicht.